# Sikou Niakaté
Sikou Niakaté (Montreuil, 10 de julio de 1999) es un futbolista francés, nacionalizado maliense que juega en la demarcación de defensa para el S. C. Braga de la Primeira Liga.

## Selección nacional
Hizo su debut con la selección de fútbol de Malí el 8 de septiembre de 2023 en un encuentro de clasificación para la Copa Africana de Naciones de 2023 contra Sudán del Sur que finalizó con un resultado de 4-0 a favor del combinado maliense tras los goles de Ibrahima Koné, Nene Dorgeles y un doblete de Kamory Doumbia.

## Clubes
| Club                    | País     | Año       | Partidos | Goles |
| ----------------------- | -------- | --------- | -------- | ----- |
| Valenciennes F. C.      | Francia  | 2017-2019 | 49       | 0     |
| En Avant de Guingamp II | Francia  | 2019      | 1        | 0     |
| En Avant de Guingamp    | Francia  | 2019-2021 | 55       | 2     |
| F. C. Metz II           | Francia  | 2021-2022 | 4        | 0     |
| F. C. Metz              | Francia  | 2021-2022 | 12       | 0     |
| S. C. Braga             | Portugal | 2022-     | 105      | 8     |

## Palmarés

### Títulos nacionales
| Título                      | Club        | País     | Año  |
| --------------------------- | ----------- | -------- | ---- |
| Copa de la Liga de Portugal | S. C. Braga | Portugal | 2024 |